# فرانز وولف
فرانز وولف (بالألمانية: Franz Wolf)‏ هو سياسي ألماني، ولد في 9 أبريل 1907 في التشيك.